# Trans-Crotonaldehyd
trans-Crotonaldehyd  ist eine organisch-chemische Verbindung aus der Stoffgruppe der ungesättigten Aldehyde. Es ist eines der beiden Strukturisomere der Crotonaldehyde, daneben existiert noch der technisch weitaus weniger bedeutende cis-Crotonaldehyd.

## Vorkommen
In der Natur kommt Crotonaldehyd vor allem im Crotonöl, welches aus den Pflanzen der Gattung Croton hergestellt wird, vor.

## Gewinnung und Darstellung
Großtechnisch hergestellt wird trans-Crotonaldehyd durch eine basenkatalysierte Aldolreaktion von Acetaldehyd. Dieses wird zunächst in einer Aldoladditionsreaktion bei milden Temperaturen zu 3-Hydroxybutanal (Acetaldol) umgesetzt. Im Anschluss erfolgt eine Aldolkondensationsreaktion bei erhöhter Temperatur und mit Essigsäure als Katalysator zu trans-Crotonaldehyd.
Die Aufarbeitung des Produkts erfolgt durch mehrstufige Destillation.

## Eigenschaften
Crotonaldehyd ist eine leicht brennbare Flüssigkeit mit stechendem Geruch. Die Verbindung ist in Wasser nur wenig, in gängigen organischen Lösungsmitteln dagegen gut löslich. Sie neigt in Gegenwart von Sauerstoff zur Bildung von Peroxiden und zur Autoxidation.

## Biologische Bedeutung
Im menschlichen Körper entsteht Crotonaldehyd ebenfalls aus Acetaldehyd. Polyamine, normalerweise natürliche Schutzstoffe der Zelle, erleichtern nach dem Alkoholkonsum die Umwandlung von Acetaldehyd in Crotonaldehyd. Dieses wiederum steht in starkem Verdacht, die DNA zu verändern und für die Entstehung von Krebs verantwortlich zu sein.

## Verwendung
Die Oxidation von Crotonaldehyd liefert Crotonsäure. Die Reduktion von Crotonaldehyd liefert Crotylalkohol.